# Bravo Bravissimo
Bravo Bravissimo è stato un programma televisivo italiano condotto da Mike Bongiorno e patrocinato dall'UNICEF (Fondo delle Nazioni Unite per l'infanzia), andato in onda tra il 1991 e il 2001 inizialmente su Canale 5 e, successivamente, su Rete 4.
Nel programma Mike fu affiancato dal 1992 al 1994 da Tarita Catullè, sua figlioccia nonché figlia dell'impresario Franco, e a partire dal 1995 dalla valletta che normalmente era con lui anche a La ruota della fortuna (Antonella Elia, Claudia Grego e Miriana Trevisan).

## Storia

### Le origini
Bravo Bravissimo nacque dalle costole di due eventi diversi tra loro. Il primo conteneva la quinta e la sesta edizione de Il Sabato dello Zecchino, cui ogni quattro puntate – ciascuna diversa dall'altra – erano dedicate a tematiche come le canzoni, la danza, lo sport e la musica strumentale; il secondo, invece, era il concorso internazionale "Premio Mozart" per giovani musicisti sotto i 14 anni, nato nel 1990 come Speciale Sabato dello Zecchino e, dal 1993, divenuto un programma a sé stante.
La prima puntata andò in onda il 15 novembre 1991 su Canale 5 alle ore 20:40. Il programma ruotava intorno all'esibizione di giovani talenti sia italiani che stranieri, di età compresa tra i 4 e i 12 anni, in varie discipline – tra cui canto, pianoforte (e altri strumenti), danza, contorsionismo, ginnastica ritmica e acrobatica, giocoleria, trampolino elastico, imitazioni, prosa, mimo, illusionismo e via dicendo – dai quali, alla fine della manifestazione, veniva eletto un vincitore che aveva diritto ad una borsa di studio. Fino al 1997, anno della settima edizione, la gara comprendeva:
1. due eliminatorie (poi divenute tre) a ognuna delle quali, prendevano parte 12 bambini;
2. un gran finale, a cui accedevano i primi 7 di ciascuna eliminatoria.

#### L'aggiunta diBravo Bravissimo Italia
Dalla settima all'undicesima (e ultima) edizione del programma, si aggiunse una primissima eliminatoria detta Bravo Bravissimo Italia, con cui le serate – che, nelle prime sei edizioni, erano tre – divennero quattro.
Essa, come diceva la denominazione, prevedeva la partecipazione di 12 concorrenti tutti italiani; 6 o 7 dei quali, venivano scelti per le serate internazionali (sia le eliminatorie che la finale).

### Spin-off
Nel corso degli anni, dal 2001 al 2002, vennero prodotti due spin-off:
1. Bravo Bravissimo Club, spin-off di Bravo Bravissimo trasmesso nella fascia pomeridiana su Rete 4 nel biennio 2001-2002 con la conduzione di Mauro Serio, poi sostituito da Maria Teresa Ruta;
2. Bravo Bravissimo Festival, spin-off di Bravo Bravissimo trasmesso in prima serata su Rete 4 nel 2002 con la conduzione di Mike Bongiorno, così chiamato perché l'ambito della gara fu ristretto ai soli cantanti.

### La chiusura e le repliche
(Mike Bongiorno - TV Sorrisi e Canzoni, settembre 2003)
Dopo oltre dieci anni di programmazione, la trasmissione era stata cancellata a causa del cambiamento della linea editoriale della rete che la mandava in onda, cioè Rete 4. Tuttavia, in diverse interviste, Mike affermò che a Mediaset erano in atto dei tagli e che lo stesso Bravo Bravissimo, insieme al suo Viva Napoli, costava troppo e si adoperava quindi al risparmio.
Nella seconda metà del 2009, venne annunciato che il programma sarebbe dovuto tornare con una nuova edizione, su Canale 5, condotta da Gerry Scotti. Il progetto, però, saltò a causa dell'arrivo in Mediaset del regista Roberto Cenci, seguito dalla nascita e messa in onda del suo programma Io canto.
Infine, negli anni successivi alla trasmissione originale, Bravo Bravissimo è stato riproposto dal defunto canale satellitare Mediaset Happy Channel e, nel 2010, dall'emittente televisiva Mediaset Extra.

## Concorrenti
Tra i tanti piccoli concorrenti ad essere passati dal programma, si possono ricordare: il batterista Jacob Armen e la cantante Raffaella Cavalli (1991), i cantanti Blake Ewing e Marco Destro, il violinista Ilija Marinkovich, oltre al ballerino Samuel Peron e ai pianisti Alberto Nosè e Jonathan Gilad (1992), il chitarrista Antonio Rayo – meglio noto come Rayito – e la pianista Chiara Bertoglio (1993), l'attore e doppiatore Gabriele Patriarca (1994), il pianista Stanisław Drzewiecki, Joere Olivo – batterista dei Jaspers (resident band a Quelli che il calcio) – e la cantante Verdiana Zangaro (1995), l'enfant-prodige russo Sergej Lazarev (1996), le cantanti Karima Ammar e AmbraMarie Facchetti (1997), l'ex-attore e imitatore Lorenzo Vizzini, oggi cantautore, e i ballerini Stefano Simmaco e Tamara Fragale (1998), l'attrice Miriam Solla, il sassofonista Francesco Cafiso, la cantante Anna Spitz "piccola Sandie Shaw israeliana", il gruppo Sister Act Ballet e l'attrice Giada Arena (1999), la pianista Leonora Armellini e il cantante Filippo Perbellini (2000).

## Edizioni

### Location
| Location                     | Edizioni | Edizioni | Edizioni | Edizioni | Edizioni | Edizioni | Edizioni | Edizioni | Edizioni | Edizioni | Edizioni | Edizioni | Totale |
| Location                     | 1ª       | 2ª       | 3ª       | 4ª       | 5ª       | 6ª       | 7ª       | 8ª       | 9ª       | 10ª      | 11ª      |          | Totale |
| ---------------------------- | -------- | -------- | -------- | -------- | -------- | -------- | -------- | -------- | -------- | -------- | -------- | -------- | ------ |
| Studio 10 di Cologno Monzese |          |          |          |          |          |          |          |          |          |          |          |          | 1      |
| Teatro Ponchielli di Cremona |          |          |          |          |          |          |          |          |          |          |          |          | 8      |
| Teatro Storchi di Modena     |          |          |          |          |          |          |          |          |          |          |          |          | 1      |
| Teatro Coccia di Novara      |          |          |          |          |          |          |          |          |          |          |          |          | 1      |

### Reti televisive
| Rete televisiva | Edizioni | Edizioni | Edizioni | Edizioni | Edizioni | Edizioni | Edizioni | Edizioni | Edizioni | Edizioni | Edizioni | Totale |
| Rete televisiva | 1ª       | 2ª       | 3ª       | 4ª       | 5ª       | 6ª       | 7ª       | 8ª       | 9ª       | 10ª      | 11ª      | Totale |
| --------------- | -------- | -------- | -------- | -------- | -------- | -------- | -------- | -------- | -------- | -------- | -------- | ------ |
| Canale 5        |          |          |          |          |          |          |          |          |          |          |          | 5      |
| Rete 4          |          |          |          |          |          |          |          |          |          |          |          | 6      |

### Direzione artistica e regia
| Direzione artistica | Regia         | Edizioni | Edizioni | Edizioni | Edizioni | Edizioni | Edizioni | Edizioni | Edizioni | Edizioni | Edizioni | Edizioni | Totale |
| Cino Tortorella     | Regia         |          |          |          |          |          |          |          |          |          |          |          | Totale |
| Cino Tortorella     | Regia         | 1ª       | 2ª       | 3ª       | 4ª       | 5ª       | 6ª       | 7ª       | 8ª       | 9ª       | 10ª      | 11ª      | Totale |
| ------------------- | ------------- | -------- | -------- | -------- | -------- | -------- | -------- | -------- | -------- | -------- | -------- | -------- | ------ |
| Cino Tortorella     | Mario Bianchi |          |          |          |          |          |          |          |          |          |          |          | 10     |
| Cino Tortorella     | Egidio Romio  |          |          |          |          |          |          |          |          |          |          |          | 1      |

## Ascolti TV

### Edizione 1992
| Puntata          | Telespettatori | Share  |
| ---------------- | -------------- | ------ |
| 24 novembre 1992 | 6 819 000      | 24,70% |
| 1º dicembre 1992 | 6 807 000      | 24,80% |

### Edizione 1993
| Puntata          | Telespettatori | Share  |
| ---------------- | -------------- | ------ |
| 30 novembre 1993 | 7 652 000      | 26,44% |
| 7 dicembre 1993  |                |        |

### Edizione 1994
| Puntata          | Telespettatori | Share |
| ---------------- | -------------- | ----- |
| 15 novembre 1994 | 7 604 000      |       |
| 22 novembre 1994 | 7 512 000      |       |
| 29 novembre 1994 | 6 381 000      |       |

### Edizione 1995
| Puntata         | Telespettatori | Share  |
| --------------- | -------------- | ------ |
| 5 ottobre 1995  | 7 586 000      | 28,82% |
| 12 ottobre 1995 | 6 036 000      | 22,94% |

## Le sigle

### Sigle di testa
- La sigla della prima edizione di Bravo Bravissimo è stata la Marcia turca di Mozart, già scelta come sigla di qualche edizione del concorso "Premio Mozart".
- Dalla seconda all'undicesima (e, come già detto, ultima) edizione, la sigla è una versione per sola orchestra di Largo al factotum (il cui verso è ripreso dal titolo del programma), popolare aria de Il barbiere di Siviglia di Rossini; utilizzata, tra l'altro, anche per le pubblicità televisive del programma.

### Sigle di coda (lista parziale)
- Nel 1995, anno della quinta edizione, si pensava che avrebbe potuto far da sigla finale l'intramontabile (ed efficace) canzone We Are the World degli USA for Africa, visto che il programma era patrocinato dall'UNICEF.
- La sigla della nona edizione è il balletto One, tratto dal musical A Chorus Line (coreografato da Michael Bennett) con musica di Marvin Hamlisch e parole di Edward Kleban.
- La sigla della decima (e penultima) edizione è il balletto sulle note dell'intramontabile (ed efficace) canzone New York, New York scritta per l'omonimo film del 1977, diretto da Martin Scorsese.

## Esportazione del format
Il format originale italiano interamente prodotto da RTI per Mediaset, è stato venduto anche in alcuni paesi del mondo tra cui la Spagna, il Portogallo, il Cile e Israele.
| Paese      | Nome             | Canale    | Anni di trasmissione | Presentatore/i                                                                                |
| ---------- | ---------------- | --------- | -------------------- | --------------------------------------------------------------------------------------------- |
| Cile       | Bravo Bravísimo  | Canal 13  | 1997–2002            | Claudia Conserva (1997–2000) Andrea Tessa (2001–2002)                                         |
| Israele    | !בראבו Bravi!    | Channel 2 | 1998–2003            | Michal Yannai (1998–2002) e Avery Gilad (1998) Tuvia Tzafir (1999–2001) Lion Rosenberg (2003) |
| Portogallo | Bravo Bravíssimo | SIC       | 1994–2002            | José Figueiras e Ana Marques                                                                  |
| Spagna     | Bravo Bravísimo  | Telecinco | 1994–1997            | Esther Arroyo e Pedro Rollán (1994–1995) Miriam Díaz-Aroca (1996–1997)                        |

### Fonti
1. 1 2   Aldo Grasso (a cura di), Enciclopedia della televisione, Garzanti, 2007.
2. ↑  ERANO BRAVI BRAVISSIMI...
3. ↑  La Bongiorno Production contro Mediaset...
4. ↑  Torna Bravo Bravissimo su Canale 5. Alla conduzione Gerry Scotti? E America's Got Talent?
5. ↑  ARRIVA ROBERTO CENCI E LA BONGIORNO BATTE IN RITIRATA
6. ↑  (EN) Alberto Nosè, su albertonose.com. URL consultato il 29 luglio 2024.
7. ↑   Il mondo dei doppiatori, su antoniogenna.net. URL consultato il 27 marzo 2011.
8. ↑   Stefano Simmaco - Rai (Trebisonda), su rai.it. URL consultato il 27 marzo 2011.
9. ↑   Anna Spitz - Il mondo dei cantanti scalzi, su YouTube, 7 gennaio 2009. URL consultato il 28 novembre 2024.
10. ↑  Sanremo 2013, la pianista Leonora Armellini già a Bravo Bravissimo (video)
11. 1 2   CANALE 5: BRAVO BRAVISSIMO, su Adnkronos, 7 dicembre 1992. URL consultato il 6 novembre 2021.
12. 1 2   CANALE 5: BRAVO BRAVISSIMO, su Adnkronos, 9 dicembre 1992. URL consultato il 6 novembre 2021.
13. ↑   Auditel (PDF), su L'Unità, 17 novembre 1994. URL consultato il 22 ottobre 2021.
14. ↑   Auditel (PDF), su L'Unità, 24 novembre 1994. URL consultato il 22 ottobre 2021.
15. ↑   Auditel (PDF), su L'Unità, 1º dicembre 1994. URL consultato il 22 ottobre 2021.
16. 1 2   CANALE 5: BRAVO, BRAVISSIMO, su Adnkronos, 11 ottobre 1995. URL consultato il 6 novembre 2021.
17. 1 2   CANALE 5: VINCE LA SERATA CON BRAVO, BRAVISSIMO, su Adnkronos, 13 ottobre 1995. URL consultato il 6 novembre 2021.

### Annotazioni
1. ↑  Per la sua abitudine di esibirsi scalza, come Sandie Shaw.